# Amélie de Clèves
 (mars 2023).
Amélie de Clèves, connue aussi en allemand sous le nom d'Amalia von Kleve-Jülich-Berg (née le 17 octobre 1517 à Düsseldorf — morte le 1er mars 1586 dans la même ville) était une princesse de la maison de Von der Mark. Elle était la quatrième et la plus jeune enfant de Jean III, duc de Clèves, et de sa femme Marie de Juliers-Berg.
Amélie et ses deux sœurs aînées, Sibylle et Anne avaient reçu une éducation à l'ancienne, où le chant et la lecture n'étaient pas enseignés, mais la cuisine, le tissage ou d'autres tâches ménagères ont été soulignés. En outre, la petite cour allemande a suivi la mode italienne qui était commune dans les familles nobles à l'époque.
Hans Holbein le Jeune peint Amélie et Anne pour le roi Henri VIII d'Angleterre qui cherchait une quatrième épouse. Après avoir vu les deux tableaux, Henry choisit Anne et se marie avec elle en 1540. Dans les années suivantes, la famille d'Amélie a essayé de la marier avec autant de profit que possible. Il y eut de longues négociations avec le margraviat de Bade concernant un mariage stratégique entre les deux dynasties qui n'ont pas abouti.
Amélie a écrit un livre de chansons qui se trouve actuellement à la bibliothèque nationale allemande à Berlin, avec copie à la bibliothèque publique de Francfort et à la bibliothèque de l'université de Francfort.
Elle écrit également deux autres livres, Livre de contes sur l'histoire des femmes de Clèves (Lesebuch zur Geschichte der Frauen Klever) et Terre au milieu des forces : Les duchés unis Juliers, Clèves, Berg (Terrain im Mittelpunkt der Mächte : Die Vereinigten Herzogtümer Jülich, Kleve, Berg.).